# Conotrachelus aequicostatus
Conotrachelus aequicostatus – gatunek chrząszcza z rodziny ryjkowcowatych.

## Zasięg występowania
Ameryka Południowa, notowany w Brazylii.